# Маца

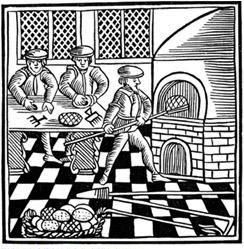
Випічка маци

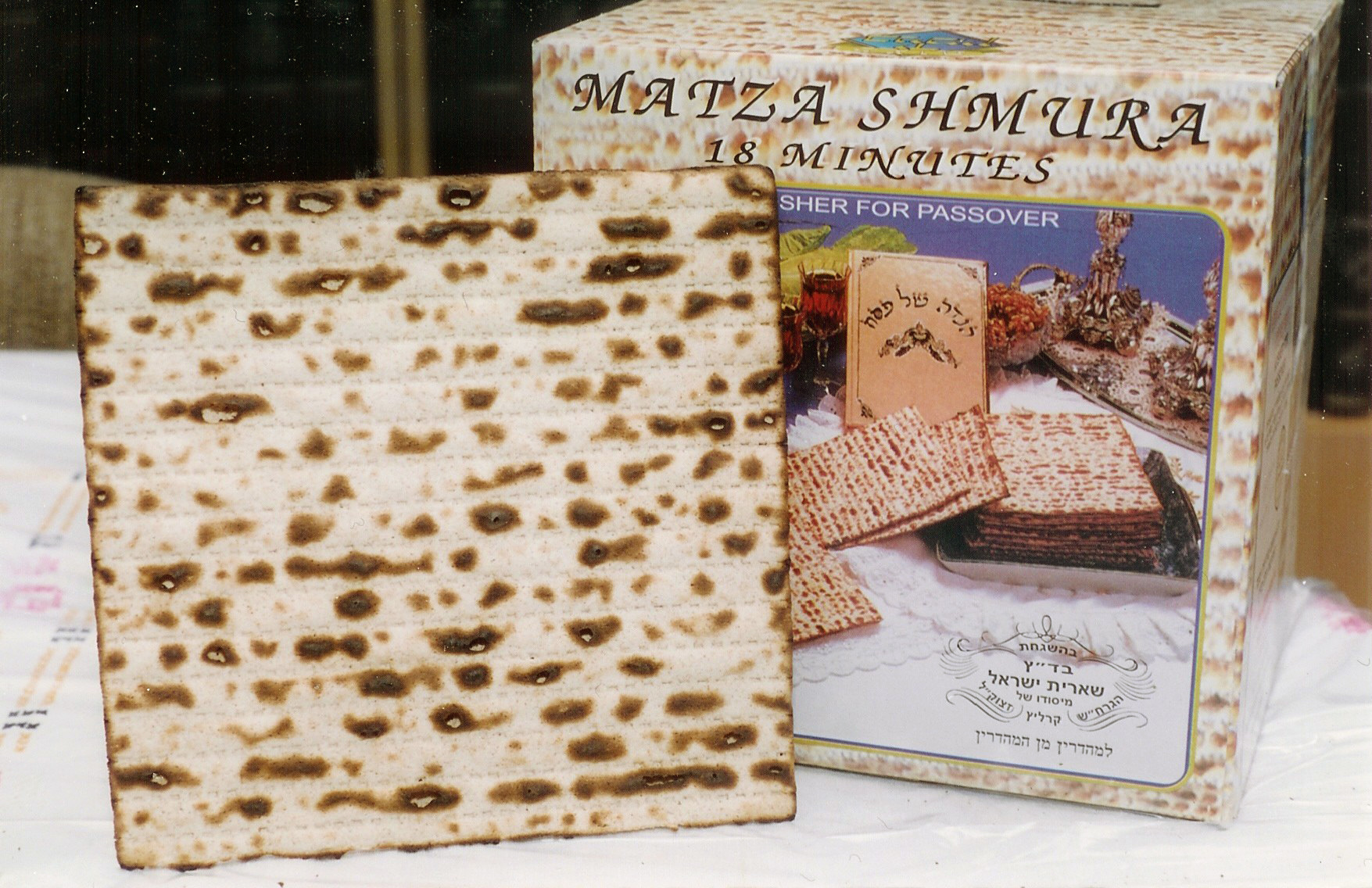
Маца машинної роботи

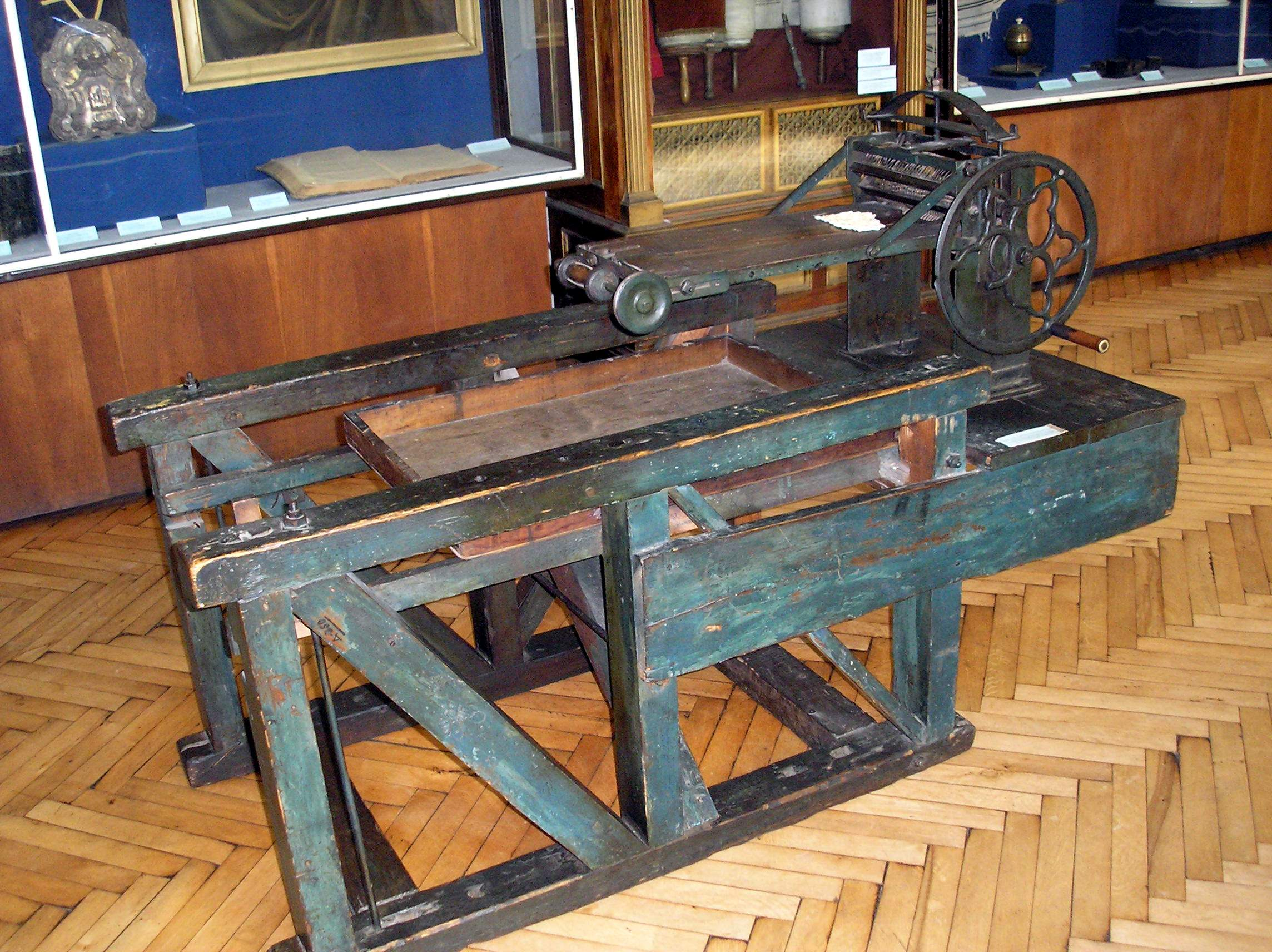
Машина для вироблення маци. Початок XX століття, Львівський музей історії релігії

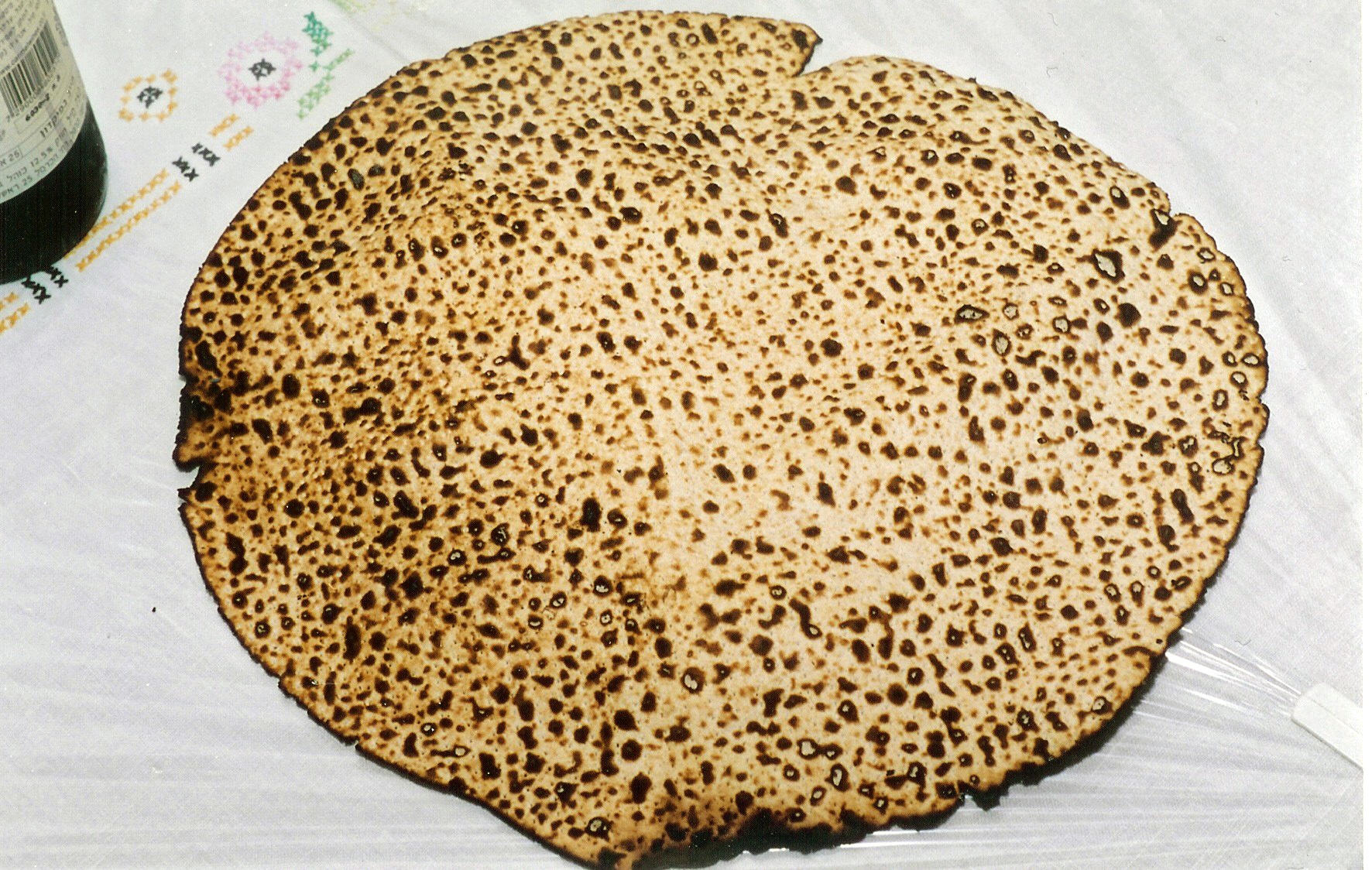
Маца шмура ручної роботи

Маца́ (івр. מצה, ‪מַצָּה) — у юдеїв прісний хліб (опріснок) із пшеничного борошна, який вживається насамперед під час Песаха. Єдиними інгредієнтами маци є борошно і вода. Маца може мати або прямокутну, або круглу форму, і виготовляється з тіста, без процесу бродіння, шляхом дуже швидкого виготовлення і випічки.
Маца вживається насамперед під час Песаха у пам'ять про біблійний епізод, пов'язаний з виходом євреїв з Єгипту. Відповідно до Книги Вихід, коли народ Ізраїлю виходив з Єгипту, то не було часу чекати, поки зійде тісто, тому хліб вийшов таким.
Маца є найважливішим компонентом урочистої пасхальної трапези «седер» і використовується в кількох його епізодах. Мацу їдять у такому виді, як вона є, або готують з неї різні страви, наприклад, мацебрай. При здрібнюванні маци утворюється «мацове борошно», з якого випікають різні вироби.
Маца може бути двох видів: машинного і ручного вироблення. До середини XIX ст. мацу виготовляли вручну, і коли була винайдена перша машина для виготовлення маци, між різними рабинами розгорнулась серйозна суперечка.
Деякі рабини вважали, що машинна маца не може узгоджуватися з єврейським законом, оскільки в людини немає можливості керувати кожною стадією цього процесу. Більш того, у машини, з її численними деталями, є багато місць, де шматочки тіста можуть прилипнути та забродити.
Інші вважали, що машинна маца краща, оскільки весь процес її готування був прискорений, тим самим ймовірність того, що тісто закваситься, тут набагато менша. Зрештою, використання машинної маци було дозволено, хоча найскрупульозніші віруючі використовують протягом всього Песаха мацу тільки ручної роботи.
Більшість євреїв їсть у Пейсах звичайну мацу, однак ортодоксальні юдеї їдять тільки мацу шмура (маца, яку оберігали). Звичайна маца виготовляєтеся з пшениці, яку з моменту перемелу на млині оберігали від будь-якого зіткнення з рідиною, здатною викликати бродіння. Маца Шмура — з пшениці, яку берегли з моменту жнив.